# Wilhelm Jacobi (Politiker)
Wilhelm Jacobi (* 1881; † 1962) war ein deutscher Politiker der SPD, Bürgermeister von Langendreer und Oberbürgermeister sowie Oberstadtdirektor von Wanne-Eickel.

## Leben
Nach dem Ersten Weltkrieg wurde Wilhelm Jacobi zum Amtmann des Amtes Langendreer ernannt. Er übte das Amt von Amtsantritt bis zur Eingemeindung des  Amtes Langendreer nach Bochum zum 1. August 1929 aus. Während seiner Amtszeit gab es Bestrebungen zu einem Zusammenschluss mit Werne zur Bildung einer Mittelstadt, die aber letztlich scheiterten.:196 ff. Jacobi selbst war während dieser Zeit im Nachgang der Ruhrbesetzung von einem französischen Militärgericht zu sechs Monaten Haft wegen Widerstandes verurteilt worden, aus der er im Herbst 1924 in sein Amt zurückkehrte.:198
Wenige Monate nach Ende des Zweiten Weltkriegs übertrug die britische Militärregierung Jacobi in der Nachfolge von Karl Neuhaus vom 24. Juli 1945 bis zum 5. März 1946 das Amt des Oberbürgermeisters von Wanne-Eickel. Im Zuge der Bildung des Landes Nordrhein-Westfalen nahm Jacobi im Anschluss bis zum 31. März 1947 als erster die neu geschaffene Stelle des Oberstadtdirektors der Stadt Wanne-Eickel ein.
Familie
Der Protestant Wilhelm Jacobi war mit der 1926 verstorbenen Rosa Jacobi geb. Illfelder verheiratet, mit der er den gemeinsamen Sohn Werner (1907–1970) hatte.